# Xinguara
Xinguara är en kommun i Brasilien.   Den ligger i delstaten Pará, i den centrala delen av landet, 1 000 km norr om huvudstaden Brasília. Antalet invånare är 40 573.
Omgivningarna runt Xinguara är huvudsakligen savann. Runt Xinguara är det mycket glesbefolkat, med 4 invånare per kvadratkilometer.